# Montpellier Volley Université Club 2016-2017 (maschile)
Questa voce raccoglie le informazioni riguardanti il Montpellier Volley Université Club nelle competizioni ufficiali della stagione 2016-2017.

## Organigramma societario
Area direttiva
- Presidente: Jean-Charles Cayla, Jean-Louis Cuq

Area tecnica
- Allenatore: Olivier Lecat
- Allenatore in seconda: Arnaud Josserand

## Rosa
| N° | Nome              | Ruolo | Data di nascita   | Nazionalità sportiva |
| -- | ----------------- | ----- | ----------------- | -------------------- |
| 1  | Andrij Djačkov    | S/O   | 28 aprile 1985    | Ucraina              |
| 3  | Hugo Caporiondo   | P     | 11 gennaio 1995   | Francia              |
| 5  | André Radtke      | C     | 16 settembre 1982 | Brasile              |
| 6  | Gauthier Bonnefoy | S     | 11 giugno 1995    | Francia              |
| 7  | Gustavo Delgado   | S     | 21 gennaio 1986   | Spagna               |
| 8  | Davide Saitta     | P     | 23 giugno 1987    | Italia               |
| 9  | Jean Patry        | S/O   | 27 dicembre 1996  | Francia              |
| 10 | Jean Lebot        | C     | 18 novembre 1995  | Francia              |
| 11 | Joachim Panou     | S/O   | 27 agosto 1997    | Francia              |
| 12 | Léo Chevalier     | S     | 11 gennaio 1997   | Francia              |
| 13 | Daryl Bultor      | C     | 17 novembre 1995  | Francia              |
| 14 | Julien Lavagne    | S     | 24 ottobre 1985   | Francia              |
| 15 | Thomas Koelewijn  | C     | 18 dicembre 1988  | Paesi Bassi          |
| 16 | Ludovic Duée      | L     | 3 giugno 1991     | Francia              |